# Amen sjunge var tunga!
Amen sjunge var tunga! är Lina Sandells översättning till svenska av den danske prästen Niels Brorsons text. Psalmen har tre verser med sex strofer i varje liksom i Brorsons ursprungliga text. Psalmen som är en så kallad slutpsalm även i Danmark är där onumrerad och publicerad sist och har titeln 'Amen'. Första gången publicerades den i Roskilde konvents Psalmebog 1855. Den var också medtagen i Psalmebog for Kirke og Hjem. Den danska inledningsraden lyder Amen raabe hver en Tunge. I Metodist-Episkopal-Kyrkans svenska psalmbok 1892  anges fötfattaren som H. Brorson.
Melodin komponerad av psalmkompositören Andreas Peter Berggreen.

## Publicerad i
- Roskilde konvents Psalmebog 1855
- Metodistkyrkans psalmbok 1896 som nr 498 under rubriken "Afslutningspsalmer".
- Psalmebog for Kirke og Hjem på s. 704 utan psalmnummer.
- Svensk söndagsskolsångbok 1908 som nr 344 under rubriken "Avslutningssånger"
- Svenska Missionsförbundets sångbok 1920 som nr 779 under rubriken "Slutsånger".